# Ганский, Мацей
Мацей Ганский (пол. Maciej Gański; род. 1984, Гданьск) — польский музыкант, пианист, педагог.

## Образование
В 2008 г. с отличием окончил Музыкальную академию имени Станислава Монюшко. Обучался по классу фортепиано у профессора А. Артикевича, по классу камералистики - у профессора А. Прабуцкой-Фирлей.
В 2011 г. окончил Академию музыки и драматического искусства в Оденсе в Дании по классу профессора Ц. Бьёркоэ.
В 2007-2008 гг. являлся стипендиатом программы Socrates/Erazmus в Дании. Магистр искусств.

## Деятельность
Дал более 600 концертов, в том числе в Японии, США, Египте, Франции, Дании, Германии, Испании, Нидерландах, Болгарии, Румынии, Молдове, Боснии и Герцеговине, Беларуси и Польше. многократно выступал как солист с Оденским симфоническим оркестром, Ла Камерата, Са Ностра, с оркестром Государственной балтийской оперы, Варминско-Мазурской филармонии, Ломжинским и Эльблонгским камерными оркестрами. Выступал с концертом во дворце Отель-де-Виль в Парижской ратуше. Многократно делал записи для Польского телевидения (Telewizja Polska, TVP), а также для телевидения Японии, Испании и радио Дании. Принимал участие в нескольких десятках музыкальных фестивалей.
С 2009 г. преподает в Музыкальной академии имени Станислава Монюшко и Академии музыки и драматического искусства в Оденсе.

## Достижения и признание
- 2008 г. - вторая премия на The Bradshaw & Buono International Piano Competition в Нью-Йорке, США
- 2008 г. - первая премия Yamaha Music Foundation of Europe Scholarship Award в Орхусе, Дания
- 2007 г. - вторая премия и специальная премия на The VI International Piano Competition Vila de Capdepera на Майорке, Испания
- 2006 г. - две награды Международного музыкального конкурса имени М.К. Огинского в Сморгоне, Беларусь
- 2006 г. - специальная премия за лучшее исполнение произведения XX века на Международном конкурсе имени И. Брамса в Гданьске, Польша
- 2005 г. - лауреат Международного конкурса имени К. Шимановского в Лодзе, Польша
- 2003 г. - лауреат Международного конкурса пианистов в Вильнюсе, Литва
- 2001 г. - лауреат Международного конкурса пианистов имени Я. Падеревского в Быдгоще, Польша
- 2001 г. - первая премия Общепольского конкурса пианистов в Забже, Польша
- 1998 г. - первая премия и специальная премия Общепольского конкурса пианистов имени Л. Штефанского в Плоцке, Польша

Пять раз был удостоен Стипендии Министерства культуры Польши, трижды - Стипендии Президента города Гданьска. Стипендиат программы правительства Дании CIRIUS, правительства Польши "Молодая Польша", Парижской Международной Летней Сессии, Фонда Esther Bagnings, Фонда Karen og Artur Feldthusens и др. В 2010 г. деятельность М. Ганского была отмечена Наградой города Гданьска для молодых деятелей в области культуры.